# Siphona melania
Siphona melania là một loài ruồi trong họ Tachinidae.